# Helianthus x laetiflorus
Helianthus x laetiflorus é uma espécie de planta com flor pertencente à família Asteraceae. 
A autoridade científica da espécie é Pers., tendo sido publicada em Syn. Pl. (Persoon) 2: 476. 1807.

## Portugal
Trata-se de uma espécie presente no território português, nomeadamente em Portugal Continental.
Em termos de naturalidade é introduzida na região atrás indicada.

## Protecção
Não se encontra protegida por legislação portuguesa ou da Comunidade Europeia.